# Pattskär, Raseborg
Pattskär är en ö i Finland. Den ligger i Finska viken och i kommunen Raseborg i landskapet Nyland, i den södra delen av landet. Ön ligger omkring 90 kilometer väster om Helsingfors.
Öns area är 14,5 hektar och dess största längd är 0,5 kilometer i sydväst-nordöstlig riktning.